# داریوش مصطفوی
سید داریوش مصطفوی (۱۷ شهریور ۱۳۲۳ – ۱۰ مرداد ۱۴۰۴) بازیکن و مدیر فوتبال اهل ایران بود. او در تیم‌های تهران جوان، تاج و پرسپولیس و همچنین تیم ملی فوتبال ایران سابقهٔ بازی دارد. او در آغاز فصل ۸۷–۸۸ لیگ برتر، مدیرعامل باشگاه فوتبال پرسپولیس بود. وی عضو هیئت مدیره باشگاه نساجی مازندران نیز بوده است.
مصطفوی توانست در کسوت رئیس فدراسیون فوتبال، تیم ملی ایران را بعد از بیست سال به جام جهانی ۱۹۹۸ فرانسه ببرد. مصطفوی در بازی معروف ایران و استرالیا رئیس فدراسیون فوتبال بود.
وی بعدها در مصاحبه ای ادعا کرد که، سید محمد خاتمی رئیس‌جمهور وقت دستور برکناری او را به خاطر مسائل سیاسی داده بود تا محسن صفایی فراهانی را به جای او منصوب کند. این در حالی است که به گواه اکثر اهالی فوتبال بهترین دوره مدیریت فوتبال در دوره صفائی فراهانی رخ داده است. مصطفوی در ۲۶ آبان ۱۳۸۹ با حکم هیئت رسیدگی به تخلفات حرفه‌ای فوتبال به‌طور مادام‌العمر از فعالیت در فوتبال محروم شد. علت این محرومیت، شکایت او از فدراسیون به مراجع قضایی خارج از فوتبال بود که در تضاد با ماده ۶۴ اساسنامه فدراسیون است.
یکی از بهترین بازی‌های باشگاهی او در جریان بازی با بانک ملی تهران بود که ۵ بار دروازه این تیم را باز کرد تا تاج تهران با هفت گل برنده شود.

## مرگ
مصطفوی در سال‌های پایانی زندگی با سرطان پانکراس دست‌وپنجه نرم می‌کرد. علاوه بر آن، از دست دادن یکی از اعضای خانواده‌اش، روحیه او را به‌شدت تحت تأثیر قرار داد. او در ۱۰ مرداد ۱۴۰۴ درگذشت.